# Cathie Merchant
Cathie Merchant, nata Catherine Beacom (Oklahoma City, 15 novembre 1945 – 2 febbraio 2013), è stata un'attrice statunitense.

## Biografia
Attiva soprattutto in televisione, Cathie Merchant è ricordata per la presenza in due film del 1963 diretti da Roger Corman, L'uomo dagli occhi a raggi X e La città dei mostri, e per la partecipazione ad alcune serie tv, fra cui quattro episodi di L'ora di Hitchcock.

## Filmografia
- Il visone sulla pelle (That Touch of Mink), regia di Delbert Mann (1962) - non accreditata
- L'uomo dagli occhi a raggi X (X), regia di Roger Corman (1963)
- La città dei mostri (The Haunted Palace), regia di Roger Corman (1963)

## Serie tv
- The New Bob Cummings Show
- Episodio Who Chopped Down the Cherokee? (9 novembre 1961)
- Scacco matto (Checkmate) – serie TV, episodio 2x26 (1962)
- Gli intoccabili
- Episodio Downfall (3 maggio 1962)
- Gunsmoke
- Episodio The Prisoner (19 maggio 1962)
- Laramie
- Episodio The Fortune Hunter (9 ottobre 1962)
- Alcoa Premiere
- Episodio The Voice of Charlie Pont (25 ottobre 1962)
- Perry Mason
- Episodio The Case of the Velvet Claws (21 marzo 1963)
- Indirizzo permanente
- Episodio Dead as in "Dude" (31 gennaio 1964)
- The Greatest Show on Earth
- Episodio Man in a Hole (18 febbraio 1964) - non accreditata
- The Third Man
- Episodio I.O.U. (4 luglio 1964)
- L'ora di Hitchcock
- Episodio Le due verità (15 marzo 1963)
- Episodio Niente di nuovo a Linvale (8 novembre 1963)
- Episodio La vendetta (5 ottobre 1964)
- Episodio An Unlocked Window (15 febbraio 1965)